# Pes-kő-barlang
A Pes-kő-barlang Magyarország fokozottan védett barlangjai közül az egyik. A Bükki Nemzeti Park területén található. A biztos és alapvető régészeti leletegyüttest szolgáltató, Magyarországon található négy barlang egyike. A másik három a Diósgyőrtapolcai-barlang, az Istállós-kői-barlang és a Szeleta-barlang. Őslénytani maradványok is előkerültek belőle.

## Leírás
A Bükk-fennsíkon, a Nagy-fennsík déli peremén, a Pes-kőben, a hegycsúcstól nyugatra, egy fokozottan védett területen, egy nehezen megközelíthető helyen, 752 méter tengerszint feletti magasságban nyílik a nyolc méter magas és két méter széles bejárata.
Két tektonikus törésvonal, amelyek egymással párhuzamosak, határozzák meg az üreg helyét. Középső triász mészkőben, a Bükkfennsíki Mészkő Formációban alakult ki. Az átlagosan 12 méter magas járat régen egy forrás volt. A Bükki Nemzeti Park Igazgatóság felügyeli a szabadon látogatható barlangot.
1977-ben volt először Pes-kő-barlangnak nevezve a barlang az irodalmában. Előfordul a Pes-kő-barlang Peskő-barlang (Éhik 1914), Peskő barlang (Vértes 1965), Peskőbarlang (Bajnok 1923), Pes-kő Cave (Takácsné, Eszterhás, Juhász, Kraus 1989), Peskő Cave (Ringer 1989), Peskői-barlang (Bertalan 1976), Peskői barlang (Polgárdy 1941), Pes-kői Csontos-barlang és Peskőlyuk (Hazslinszky 1999) neveken is az irodalmában.

## Régészet, őslénytan
Kitöltéséből az őskőkorszak emberének aurignaci kultúrájú eszközei, az újkőkorszaki bükki kultúrába tartozó eszközök és a bronzkori kyjatice kultúrába tartozó eszközök, valamint pleisztocén állatok csontjai kerültek elő. Feltehetően vadászzsákmányként jutott a barlangba a körülbelül 400, többségében kifejlett példánytól származó barlangi medvecsont.
Hillebrand Jenő próbaásatásának a során 24 állatfajtól származó fosszilis csontmaradványok kerültek elő és lettek meghatározva. A Kadić Ottokár vezette ásatás leleteiből Mottl Mária egy 61 taxonból álló listát készített, a barlang négy rétegéből meghatározott madárfajokról és emlősfajokról. Vértes László amellett, hogy gazdag paleolit anyagot gyűjtött, alapos üledéktani és ásványtani vizsgálatokat is folytatott. Őséghajlati következtetéseket állapított meg és a csontmintáiból Hollandiában, radiometrikus kormeghatározást végeztek. Az ásatások következtében alig vannak jól azonosítható, feldolgozható rétegsorok a lelőhelyen.
A régészeti anyag különlegessége, hogy csak az Istállós-kői-barlangból és a Pes-kő-barlangból került elő az aurignaci kultúra leletanyaga Magyarországon.
Rozsomákcsont a Pes-kő-barlangon kívül eddig hét magyarországi barlangból került elő, a Király-kúti-zsombolyból, a Lengyel-barlangból, a Pilisszántói-kőfülkéből, a Puskaporosi-kőfülkéből, a Remete-barlangból, a Remete-hegyi-kőfülkéből és a Suba-lyukból.

## Kutatástörténet
A Pes-kő-barlang első leírása 1851-ben, Fényes Elek könyvében jelent meg. A leírás szerint „Nevezetes csucs a határban a Peskő, mellynek sziklatetején saskeselyűk tenyésznek, alatta pedig 145 négyszögöl körül foglaló barlang van”. 1911-ben hívta fel Hillebrand Jenő figyelmét az üregre Roskó Pál erdő altiszt. Megtekintették a helyszínt, majd 1912-ben három napig tartó próbaásatást végeztek a barlangban a Magyarhoni Földtani Társulat Barlangkutató Bizottsága és a Magyar Tudományos Akadémia támogatásával. 1913-ban Éhik Gyula folytatta a feltáró munkát a Magyar Királyi Földtani Intézet megbízásából. Éhik Gyula rajzolta meg a barlang vázlatos alaprajz térképét és vázlatos hosszmetszet térképét, amelyek alapján a barlang 33,72 m hosszú. Mindkét térképvázlat 1:400 méretarányban ábrázolja a barlangot. Ezek voltak a barlangot bemutató első térképek. Éhik Gyula munkáját Kormos Tivadar segítette.
A Földművelésügyi Minisztérium megbízásából történt a barlang 1929-es térképezése, amelyet Kadić Ottokár végzett. Az 1932-ben kiadott, Az Aggteleki cseppkőbarlang és környéke című könyvben, a Bükk hegység barlangjairól szóló részben szó van arról, hogy Répáshuta környékén, a Pes-kő hegy csúcsa alatt helyezkedik el a Peskő-barlang. Sok kultúrmaradványt és gazdag fosszilis faunát fedeztek fel kitöltésének rétegeiben. Az ismertetés 4 publikáció alapján lett írva. Az 1932-ben napvilágot látott, Természetvédelem és a természeti emlékek című könyvben meg vannak ismételve a könyv 1931. évi kiadásának Pes-kő-barlangot tárgyaló részei. A legnagyobb feltáró munka szintén Kadić Ottokár nevéhez fűződik. Ezt 1934-ben munkatársaival a Magyar Királyi Földtani Intézet felkérésére, majd 1939–1940-ben a Magyar Tudományos Akadémia megbízásából végezte. Ez a két ásatás 200 m²-en történt.
Az 1941-ben publikált Magyar turista lexikonban külön szócikke van a barlangnak. A kiadvány szerint a Bükk hegységben, a Pes-kő hatalmas leszakadásának tövében helyezkedik el a Peskői barlang. Egy 32 m hosszú csarnokba vezet a barlang tág bejárata. A barlang feltárásakor a gazdag ősállati faunán kívül napvilágot láttak az aurignacien ősember csonteszközei is. A barlang bal oldali falán füstnyom van, mely vastagon beégett és bizonyítja az ősember tűzhelyét. Az Országjárás 1942. évi évfolyamában meg lett említve, hogy a Pes-kő-barlang a Pes-kő alatt található nagy barlang és a Bükk hegység egyik nevezetes barlangja. Az 1955. évi rétegazonosító ásatást Vértes László irányította. Az 1968. évi Karszt és Barlangban publikálva lett, hogy Vértes László 1951-ben a Magyar Nemzeti Múzeum Őskőkori Gyűjteményének lett a vezetője és ezután korszerű módszerekkel új ásatásokat irányított a klasszikus paleolitos lelőhelyeken, pl. a Pes-kő-barlangban.
Az 1976-ban befejezett, Bertalan Károly által írt, Magyarország barlangleltára című kéziratban az olvasható, hogy a Bükk hegységben, Felsőtárkányon helyezkedik el a Peskő-barlang, másik nevén Peskői-barlang. A Pes-kő csúcsától D-re, 745 m tengerszint feletti magasságban, meredek sziklafal alján van a bejárata, amelyhez jelzett turistaút vezet. Idegenforgalom és turisztika szempontjából hasznos, 34 m hosszú, egykori hatalmas forrásbarlang bejárata tág csarnok és a csarnok elején két, felszínre vezető kürtő van. A kézirat barlangra vonatkozó része egy irodalmi mű alapján lett írva. 1976-ban vált országos jelentőségű barlanggá az 5300-as (Bükk) barlangkataszteri területen lévő Peskői-barlang.
Az 1976. évi MKBT Beszámolóban napvilágot látott és Kordos László által írt jelentésben szó van arról, hogy a Peskő-barlang többször megásott, de közel sem kiásott kitöltésében rendkívül sok az ősmaradvány. 1976-ban ifj. Vértes László a felszínen lévő csontok közül összegyűjtött egy zacskónyit, és azokat Kordos Lászlóhoz juttatta. Kordos László szerint a leletek hal, különböző madárfajok, vakond, erdei pocok, mezei pocok, patkányfejű pocok, szibériai pocok, menyét, nyúl, füttyentő nyúl és Cervus elaphus (?) csontok. A kevert rétegtani helyzetű állattársaság a felső-pleisztocénből származik.
Az 1976. évi MKBT Beszámolóban kiadott és Jánossy Dénes által írt jelentésben meg van említve, hogy 1976-ban szórvány őslénytani lelet került elő a Bükk hegységben lévő Peskő barlangból (ifj. Vértes László). Az 1976-ban kiadott, Bertalan Károly és Schőnviszky László által összeállított Magyar barlangtani bibliográfia barlangnévmutatójában meg van említve a Bükk hegységben lévő barlang Peskő-barlang néven. A barlangnévmutatóban fel van sorolva 43 irodalmi mű, amelyek foglalkoznak a barlanggal. Az 1976-ban összeállított országos jelentőségű barlangok listájában lévő barlangnevek pontosítása után, 1977. május 30-án összeállított országos jelentőségű barlangok listáján rajta van a Bükk hegységben, Felsőtárkányon található barlang Pes-kő-barlang néven.

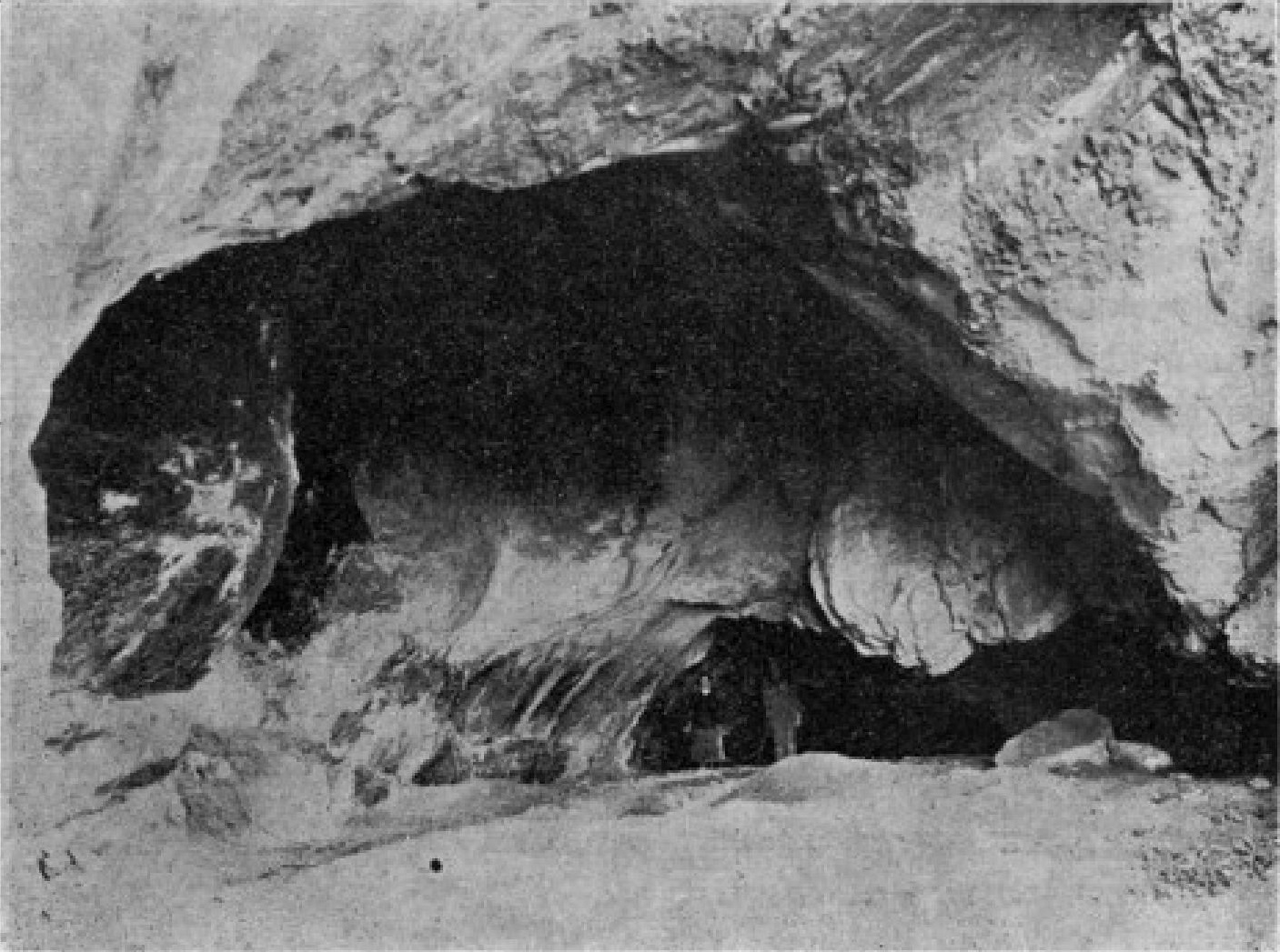
A Pes-kő-barlang belseje Bekey Imre Gábor fényképén

Az 1977. évi Karszt és Barlangban lévő, Gábori Miklós által írt összefoglalásban közölve lett, hogy az Istállós-kői-barlang ásatásai után következett a közelében elhelyezkedő Peskő-barlang ásatása. Csak az egyik aurignacien réteg került elő a Pes-kő-barlangból, ugyanúgy, mint a korábbi ásatásokkor, de a Würm 1/2. interstadiálissal kapcsolatos sztratigráfiai ismereteinket lényegesen kiegészítette. A tanulmányban van egy Magyarország térkép, amelyen a Magyarországon lévő, régészetileg kutatott barlangok földrajzi elhelyezkedése figyelhető meg. A térképen látható a Bükk hegység lelőhelyei közé sorolt Peskő-barlang földrajzi elhelyezkedése. A folyóirat 1977. évi különszámába bekerült az összefoglalás angol nyelvű változata. Ebben a tanulmányban is közölve lett a térkép, amelyen Peskő Cave a barlang neve. Az 1978. évi Karszt és Barlangban lévő, Jánossy Dénes által írt megemlékezés szerint úgy tűnt, hogy a nagyméretű, feltűnő bükki barlangok (pl. a Pes-kő-barlang), melyeket Vértes László szalonbarlangoknak nevezett, kimerítették anyagszolgáltatásukkal a hegység nagy, szenzációs leleteit.
Az 1979-ben napvilágot látott, Barlangok a Bükkben című könyvben szó van arról, hogy a Pes-kő csúcsa alatt, 745 m tszf. magasságban van a Pes-kői-barlang nagy bejárata. A bejárat után található tág, 32 m hosszú teremben többször volt ásatás. A barlang környékén található néhány kisebb-nagyobb kőfülke. A könyvhöz mellékelt, a Bükk hegység barlangokban leggazdagabb területét bemutató térképen látható a 25-ös számmal jelölt barlang földrajzi elhelyezkedése. Az 1980. évi Karszt és Barlang 1. félévi számában publikálva lett, hogy a kiemelt jelentőségű Peskő-barlang az 5300-as barlangkataszteri területen (Bükk hegység) helyezkedik el. A barlangnak 5343/1. a barlangkataszteri száma. Az MKBT Dokumentációs Bizottsága a helyszínen el fogja helyezni, a többi kiemelt jelentőségű barlanghoz hasonlóan, a barlang fémlapba ütött barlangkataszteri számát. A barlangkataszteri szám beütéséhez alapul szolgáló fémlap ugyanolyan lesz mint a többi kiemelt jelentőségű barlang fémlapja.
1982. július 1-től az Országos Környezet- és Természetvédelmi Hivatal elnökének 1/1982. (III. 15.) OKTH számú rendelkezése (1. §. és 3. §., illetve 5. sz. melléklet) értelmében a Bükk hegységben lévő Pes-kő-barlang fokozottan védett barlang. Fokozottan védett barlang őslénytani és régészeti jelentősége alapján lett. Az 1982. szeptember–októberi MKBT Műsorfüzetben meg van említve, hogy a Bükk hegységben található Pes-kő-barlang fokozottan védett barlang. A felsorolásban a barlangnevek az MKBT által jóváhagyott és használt helyesírás szerint, javított formában lettek közölve.
Az 1984-ben kiadott, Magyarország barlangjai című kiadványnak a magyarországi őslénytani és régészeti ásatásokat áttekintő részében szó van arról, hogy Hillebrand Jenő és Kormos Tivadar 1909-től bekapcsolódtak a magyarországi barlangok ásatásába, és néhány év alatt Magyarország majdnem mindegyik nagy barlangi lelőhelyén, pl. a Pes-kő-barlangban is ásatást végeztek. A könyvben van egy Magyarország térkép, amelyen a Magyarországon lévő, régészetileg kutatott jelentősebb barlangok földrajzi elhelyezkedése figyelhető meg. A térképen látható a Pes-kő-barlang földrajzi elhelyezkedése. Publikálva lett egy fénykép, amelyen a barlang bejárata figyelhető meg és a képaláírás szerint kitöltésében még számos őslénytani és régészeti maradvány rejtőzhet. A kiadvány országos barlanglistájában szerepel a Bükk hegységben lévő barlang Pes-kő-barlang néven Peskői barlang névváltozattal. A listához kapcsolódóan látható az Aggteleki-karszt és a Bükk hegység barlangjainak földrajzi elhelyezkedését bemutató 1:500 000-es méretarányú térképen a barlang földrajzi elhelyezkedése. Az Alba Regia Barlangkutató Csoport 1984. évről szóló évkönyvébe bekerült egy fénykép, amelynek az a címe, hogy Kilátás a Pes-kő-barlangból. 1987-ben Vértes László szelvényét Hír János és társai tisztították ki kisemlősfauna-vizsgálat miatt.

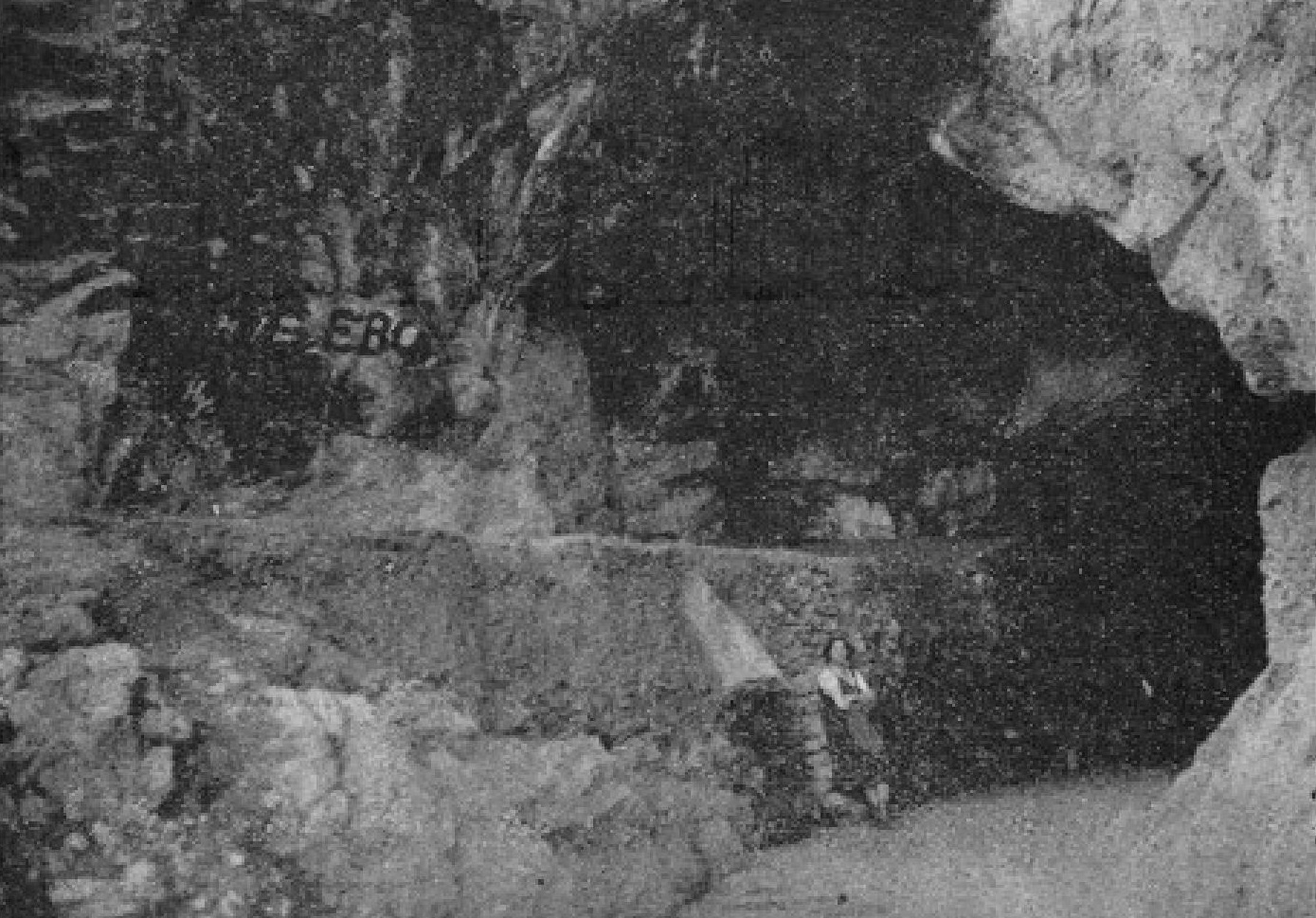
A Pes-kő-barlang belseje az 1934-es ásatás közben

Az 1989. évi Karszt és Barlangban lévő, Ringer Árpád által írt tanulmány szerint a levéleszközös leletkomplex mellett, néha azzal megegyező rétegekből (leginkább a bükki Peskő-barlangból) került elő egy, a francia és európai aurignacien alapján klasszifikált leletanyag. 1938 és 1959 között, a Bükk hegységben található Istállós-kői-barlang, a Lambrecht Kálmán-barlang, a Petényi-barlang, majd a Peskő-barlang új ásatása főleg Jánossy Déneshez és Vértes Lászlóhoz fűződik. A dolgozatban közölve lett egy ábra, amelyen megfigyelhető Északkelet-Magyarország felső pleisztocén kronosztratigráfiája és a táblázat egyik egysége a Peskő-barlang barlangi üledékösszlete. A publikációban van egy térkép, amelyen a régészeti leletek miatt ismert jelentősebb magyarországi barlangok földrajzi elhelyezkedése figyelhető meg. A térképen látható a Peskő-barlang földrajzi elhelyezkedése. A folyóirat 1989. évi különszámában napvilágot látott ennek a tanulmánynak az angol nyelvű változata. Ebben a tanulmányban is közölve lett a térkép, amelyen Peskő Cave a barlang neve.
Az 1989. évi Karszt és Barlangban található, Magyarország barlangjai című összeállításban szó van arról, hogy az 1900-as évek elején kezdődött el a Bükk hegység barlangjainak kutatása a fosszilis nagy forrásszájak régészeti ásatásával. Ezeknek a tág bejáratú, általában egyetlen hatalmas bejárati csarnokból álló üregeknek majdnem mindegyike szolgáltatott több-kevesebb őskőkorszaki leletanyagot. Közülük az egyik legismertebb a Nagy-fennsík Ny-i peremén nyíló Pes-kő-barlang. A barlangból az aurignaci kultúra emlékei kerültek elő. A publikációban lévő 3. ábrán (Bükk hegység térkép) be van mutatva a barlang földrajzi elhelyezkedése. A folyóirat 1989. évi különszámában napvilágot látott ennek az utóbbi tanulmánynak az angol nyelvű változata (The caves of Hungary). Ebben a tanulmányban Pes-kő Cave a barlang neve.
2001. május 17-től a környezetvédelmi miniszter 13/2001. (V. 9.) KöM rendeletének értelmében a Bükk hegység területén lévő Pes-kő-barlang fokozottan védett barlang. Egyidejűleg a fokozottan védett barlangok körének megállapításáról szóló 1/1982. (III. 15.) OKTH rendelkezés hatályát veszti. A 2003-ban napvilágot látott Magyarország fokozottan védett barlangjai című könyvben az olvasható, hogy a 752 méter tengerszint feletti magasságban nyíló barlang hossza 62 méter és a kiadványban publikálva lett a Kadić Ottokár által rajzolt 1939. évi hossz-szelvény barlangtérkép. 2005. szeptember 1-től a környezetvédelmi és vízügyi miniszter 23/2005. (VIII. 31.) KvVM rendelete szerint a Bükk hegységben lévő Pes-kő-barlang fokozottan védett barlang.
A 2005-ben kiadott Magyar hegyisport és turista enciklopédia című kiadványban önálló szócikke van a barlangnak. A szócikk szerint a Pes-kő-barlang a Bükk hegységben található és fokozottan védett természeti érték. A Nagy-fennsík D-i peremén, a Pes-kő csúcsától DNy-ra, 752 m tszf. magasságban van a nagy, széles bejárata. Elsőként Fényes Elek említette 1851-ben. A 62 m hosszú és átlagosan 12 m magas, egykor forrásként működött barlang triász mészkőben keletkezett. Kitöltéséből az őskőkor emberének eszközei (aurignaci kultúra, bükki kultúra, Kyjatice-kultúra) és jégkorszaki állatok csontjai kerültek elő. Az előkerült kb. 400 barlangi medve csont valószínűleg vadászzsákmányként került a barlangba. Szabadon látogatható.
Mészáros Lukács 2011-ben publikált tanulmányában az olvasható, hogy Mészáros Lukácsék átvizsgálták a pilisszántói szintbe sorolt Peskő-barlangnak és további 13 barlangnak a Magyar Természettudományi Múzeum Föld- és Őslénytárában, illetve az Országos Földtani Múzeumban (Magyar Állami Földtani Intézet) őrzött csontanyagát. Meg akarták tudni, hogy az erdei cickányként (Sorex araneus) meghatározott maradványok nem-e havasi cickány (Sorex alpinus) maradványok. A Peskő-barlang anyagában voltak Sorex csontok. Magyarországon 4 lelőhelyről, a Vaskapu-barlangból, a Pes-kő-barlangból (Vértes László 1965-ös könyve alapján), a Petényi-barlangból és a Balla-barlangból lett kimutatva havasi cickány. 2013. augusztus 12-től a belügyminiszter 43/2013. (VIII. 9.) BM rendelete szerint a Heves megyei, felsőtárkányi, 5343-1 barlangkataszteri számú és 21303 lelőhely-azonosítójú Pes-kő-barlang régészeti szempontból jelentős barlangnak minősül. 2015. november 3-tól a földművelésügyi miniszter 66/2015. (X. 26.) FM rendelete szerint a Pes-kő-barlang (Bükk hegység) fokozottan védett barlang.

## További irodalom
- Geyh M. – Schweitzer Ferenc – Vértes László – Vogel J.: A magyarországi würm eljegesedés új kronológiai adatai. Földrajzi Értesítő, 1969. 18 (1). 5–18. oldal
- Kolacskovszky Lajos: Adatok a Bükkhegység és környéke tereptani, történelmi, régészeti, nép és természetrajzi megismeréséhez. Kézirat.
- –: A barlangkutatók nagyszerű munkája. Magyar Turista Élet, 1935. június 15. (3. évf. 11. sz.) 3. old.